# Weslake
Weslake je tvrtka koji je osnovao Harry Weslake 1935. u Engleskoj.

## Povijest tvrtke
Harry Weslake je rođen 21. kolovoza 1897., kao sin direktora tvrtke Willey and Co, koja se bavila proizvodnjom plinskih motora. Nakon što je kao dječak dobio prvi bicikl, nije dugo trebalo da poželi motocikl, kojega je kupio od svog džeparca kada je navršio petnaest godina.